# Pure Heroine
Pure Heroine —en español, Heroína pura—, es el primer álbum de estudio de la cantante y compositora neozelandesa Lorde, publicado el 27 de septiembre de 2013 por Universal Music Group, con una versión extendida del álbum lanzada el 13 de diciembre de 2013. Lorde colaboró con el productor Joel Little y empezó a planear el proyecto en 2012. Después de lanzar su primer extended play (EP) The Love Club EP y su sencillo debut «Royals» en 2013, continuaron escribiendo y produciendo el material. Pure Heroine es un álbum en su mayoría de dream pop, con influencias de la música electrónica; construido alrededor de una producción minimalista, graves profundos y ritmos programados. Líricamente, el álbum discute la juventud y hace críticas hacia la cultura pop. Su título hace referencia a la versión femenina de un héroe o protagonista, y no a la droga de parecido nombre (en inglés: heroin).
Pure Heroine recibió críticas altamente positivas de los expertos en música, quienes elogiaron su composición y producción, y la habilidad vocal de Lorde. En el sitio Metacritic, acumuló 79 puntos de 100. Asimismo, tuvo amplio éxito comercial, alcanzando la cima de las listas semanales de álbumes más vendidos en Australia y Nueva Zelanda, así como los diez primeros en Canadá, China, los Estados Unidos, el Reino Unido y Suecia. Con 3.5 millones de copias, fue el décimo álbum más vendido del 2014, según la IFPI. Pure Heroine fue nominado al Grammy como Mejor Álbum Pop Vocal en su 56.ª edición anual. El álbum también fue notable por su impacto en la música pop actual y su desafío a los artistas modernos. 
El primer sencillo, «Royals» llegó a la cima de las listas de Canadá, Irlanda, Nueva Zelanda, Reino Unido y Estados Unidos, donde Lorde se convirtió en el primer artista de Nueva Zelanda que tuvo un sencillo número 1 en el Billboard Hot 100, además de ser la artista más joven en ocupar el primer puesto desde Tiffany en 1987. Por otra parte, «Tennis Court» y «Team» fueron lanzados como segundo y tercer sencillo y lograron buenas posiciones en las listas de Australia, Canadá, los Estados Unidos y Nueva Zelanda.

## Antecedentes
A la edad de 13 años, Ella firmó con Universal Music Group luego de ser encontrada por un cazatalentos. Anteriormente, en agosto del 2009 cuando Ella tenía 12 años, el músico y amigo de su padre Louis McDonald mandó al caza talentos Scott Maclachlan dos grabaciones caseras: un audio de la versión de la canción «Warwick Avenue» de Duffy hecha por Louis y Ella, y un vídeo de Ella cantando la canción de Pixie Lott, «Mama Do». Yelich-O’Connor empezó a escribir canciones a la guitarra cuando tenía 13 años. Habiendo acabado de grabar en noviembre de 2012, el EP The Love Club fue lanzado al mercado digital en marzo de 2013, y en formato físico en mayo de 2013, con 5 canciones incluyendo el éxito «Royals». Inmediatamente antes de empezar a trabajar en Pure Heroine, Yelich-O’Connor declaró sus intenciones para el álbum debut para ser un trabajo «cohesivo». Al igual que con The Love Club, Pure Heroine fue grabado con el productor Joel Little en los estudios Golden Age de Auckland.

## Contenido musical y lírico
La versión estándar de Pure Heroine contiene diez canciones y una duración de treinta y siete minutos con siete segundos. Al tener una producción mininalista, el disco tuvo pocos colaboradores; Joel Little estuvo encargado de los procesos más importantes, como la instrumentación, las mezclas, la ingeniería de sonido, la composición y la producción. La misma Lorde también compuso todas las canciones con su ayuda, ayudó a producir dos de estas y prestó su voz. El álbum abarca principalmente géneros musicales como el indie pop, el rock alternativo, el indie rock y el pop rock. Líricamente, durante el álbum se exploran temas como la ansiedad social, el anhelo romántico y el «aburrimiento debilitante». Además, se tocan temas como el provincianismo suburbano, la presión social, la inseguridad, la determinación, las fantasías de la cultura pop y las realidades con conciencia clasista. Según Scott Interrante de PopMatters, «Pure Heroine explora la adolescencia en la era digital a través de un paisaje sonoro frío, oscuro y malhumorado». En el álbum, Lorde también critica frecuentemente a la cultura popular, y «sus letras reflejan una generación que todavía tiene una voz en la cultura pop». Simultáneamente, confronta a los adultos que la critican a ella y a sus compañeros, y menciona varias metáforas que incluyen dientes, para referirse a clases sociales y a la autenticidad. De acuerdo con Interrante, el foco narrativo de Pure Heroine es separar a Lorde de la cultura y los círculos sociales, que ella considera «poco auténticos», y su percepción de autenticidad «es crucial para su personaje en el álbum».
«Tennis Court» es la primera pista del álbum, y tiene un pulso electrónico similar al de «Together» de The XX. La cantante compuso el tema cuando tuvo un vistazo de la industria musical y pensó qué tan superficial podía ser esta. Su título, que en español significa «Cancha de tenis», se le otorgó porque la cantante considera a estas canchas una idea «visualmente hermosa» que la lleva «de vuelta a Tumblr», y comentó que: «Las mujeres juegan tenis y lo juegan con hermosos trajes y simplemente hay una grandeza respecto a eso». Más profundamente, aclaró que la cancha de tenis era un símbolo de nostalgia para ella, así como algo familiar y seguro. El resto de la canción habla sobre los cambios que hubo en su vida y la yuxtaposición de eso con la que creció. «400 Lux», la segunda pista, es lo «más cercano» a una canción de amor de Lorde, y es descrita por Chihuahua Zero de The Huffington Post como «un cuento acerca de nada, y sobre un chico conduciendo a su casa luego de una agotadora fiesta». Sin embargo, dice lo suficiente para establecer un lúgubre suburbio de Auckland, donde los niños sueñan con fuerza y toman bebidas a escondidas. «Royals», el tema siguiente, trata principalmente sobre sucumbir al encanto del hedonismo y el materialismo, y hace referencias a la aristocracia. Lorde canta sobre la clase social desde una posición privilegiada, «a pesar de que cuenta con más cultura que capital financiero». El primer verso de la canción habla sobre las humildes raíces de su pequeño pueblo y de crecer en los suburbios de Auckland, Nueva Zelanda. Más tarde, expresa su disconformidad con la desconexión que se crea entre ella y el mundo pop al que está expuesto, y critica ostentosos adornos con los que no se siente relacionada, como el vodka Grey Goose, los dientes de oro, vestidos de baile, automóviles Maybach, diamantes, jets privados e islas. Los detalles que describe la cantante hacen parecer que una parte de ella aspira a tener estos objetos, pero mayormente los considera «tontos e innecesarios». Durante «Royals», Lorde se refiere a sí misma como la representante de sus amigos en el mundo exterior. Al final de la pista, la cantante cierra con la frase «Let me live that fantasy» —en español: «Déjame vivir esa fantasía»—, en la que se da cuenta de lo «maravilloso» que sería un mundo en el que pudiera ser una estrella pop mientras sigue siendo ella misma y continúa hablando por sus amigos pueblerinos.
En «Ribs», el cuarto tema, Lorde canta poéticamente sobre el miedo de envejecer. La velocidad de la canción incrementa a medida que avanza, y recuerda a la música de Porthishead en los años 90. Mientras crece el ritmo, Lorde suena como si descubriera una nueva madurez y problemas de adultos. «Buzzcut Season» tiene un sonido tranquilo y habla sobre la «ridiculez de la vida moderna» y sobre cómo «estamos viendo indirectamente la vida de otros», y la cantante trata de mantenerse en la «feliz ignorancia» del mundo en ruinas tratando de penetrar en las emisoras de radio. Lorde colaboró en la producción de la quinta canción del álbum, y esta «visita un paraíso tropical». «Team» es una canción sobre «estar orgulloso de dónde vienes y de quién eres» y cuidar la espalda de tus amigos. De acuerdo con la intérprete, el tema es su opinión sobre la música moderna, y en él se muestra como una estrella pop realista. Versos como «We live in cities you'll never see onscreen» —en español: «Vivimos en ciudades que nunca verás en la pantalla»—, hablan sobre cómo Lorde se acostumbra a lugares como Nueva York, cuando ella viene de Nueva Zelanda y «nadie sabe nada» de su país. La intérprete escribió esta línea porque sentía que era importante «hablarle a la minoría», y la considera una de sus favoritas, junto a «I'm kind of over getting told to throw my hands up in the air» —literalmente en español: «Estoy cansada de que me digan que levante las manos en el aire»—, porque «ha habido mucho de eso en la música pop» y quería ser un poco más realista. «Team» combina elementos del pop con el EDM, y el rock, lo cual, según Edwin Ortiz de Complex, muestra el «sentido de versatilidad musical» de la cantante. La letra de «Glory and Gore» recuerda a la saga de Los juegos del hambre e incluye metáforas sobre gladiadores peleando en el Coliseo que Lorde usa para comparar con la «lujuria de nuestra cultura por el drama de las celebridades». En «Still Sane» la cantante habla sobre «la locura de su existencia adolescente y reflexiona sobre la dualidad de la fama y el legado». Según Jason Lipshutz de Billboard, en todo el álbum Lorde no suena como si tuviera 16 años (para ese entonces), sin embargo, este tema es el «retrato de alguien que sabe que ha tenido que crecer demasiado rápido pero ha abrazado esa anomalía». Lorde demuestra vulnerabilidad en esta canción, y expresa su miedo de cómo la fama la afectará.
«White Teeth Teens» tiene un ritmo doo-wop y, según Amy Sciaretto de PopCrush, es la canción «más impactante del álbum», porque hace que Lorde suene como la «Radiohead del pop». Su letra habla literalmente sobre «adolescentes de dientes blancos» que no tienen imperfecciones en la forma en que se presentan a sí mismos. La versión estándar del disco finaliza con «A World Alone», la canción más larga incluida, en la que Lorde ofrece una foto de su mundo en general, que se compone de enemigos, meditaciones existenciales, charlas interminables por Internet y de la única persona con la que puede escapar de todas las sentencias. De acuerdo con un crítico de The Huffington Post, la última línea de «A World Alone», que dice «Let 'em talk», —en español: «Déjalos hablar»—, responde al primer verso de «Tennis Court», que dice «Don't you think that is boring how people talk?» —en español: «¿No crees que es aburrido cómo la gente habla?». Lipshutz opinó que este es un cierre ideal para el álbum, pues no había una canción lo suficientemente fuerte para suceder a «A World Alone».
La edición extendida del álbum, que es solo digital, inicia con «No Better», una canción electrónica y minimalista cuya letra es muy «femenina» y «sabia» y muestra a Lorde «celebrando un capricho que se profundiza a medida que cambian las estaciones». Seguida de esta, aparecen las cinco canciones que inicialmente formaron parte de The Love Club (2013), el EP debut de Lorde: «Bravado», «Million Dollar Bills», «The Love Club», «Biting Down» y «Swingin Party». Todas estas las compusieron la cantante y Joel Little, a excepción de la última, que es un cover de la banda estadounidense The Replacements, y la compuso Paul Westerberg. «Bravado» está influenciada por «Dark Fantasy» de Kanye West y habla sobre los «términos de tener que ser una persona pública», cuando en realidad Lorde es tímida y contenida. «Million Dollar Bills» tiene una temática similar a la de «Tennis Court» y «Royals», en la que la intérprete sugiere una relación friccional con la alta vida. «The Love Club» trata sobre una experiencia que tuvo la artista, en la que conoció nuevos amigos. Concretamente, explicó que: «Pasó en la noche y no podía pensar en nada más que nuestros amigos y nuestra situación. Luego empecé a darme cuenta de que tal vez ese grupo no era tan bueno para mí, y mis viejos amigos y mi familia son las personas con las que debería estar. Se trata de ser arrastrados en este loco mundo, y tú estás todo enamorado». La edición cierra con la canción influenciada por el trip hop «Biting Down» y el cover de The Replacements, una balada que habla sobre la soledad y la inseguridad juvenil.

## Recepción

### Crítica
Pure Heroine recibió generalmente buenas reseñas por parte de los críticos de música profesionales. Según AnyDecentMusic, un sitio que recopila revisiones y promedia sus puntajes, el álbum obtuvo un 7.8 de 10, mientras que en Metacritic consiguió 79 puntos sobre la base de 100. Stephen Thomas Erlewine del sitio web Allmusic eligió a «Royals», «Tennis Court» y «Glory and Gore» como las mejores pistas del disco, y escribió que: «Pure Heroine contiene toda la sensación gótica estilizada de Born to Die de Lana Del Rey y casi nada del lánguido glamour. Esto no es algo insignificante. Lana Del Rey es una estrella autocreada obligándose al estrellato pero Lorde se imagina a sí misma como una poeta, [buscando] en las cavidades más oscuras de su alma». Stephen notó que esto podría deberse a la edad de la cantante, que tenía 16 años cuando grabó el disco junto al productor Joel Little, y dijo que Lorde habla sobre un trágico romance y un melodrama que se acentúa con la insistente producción de Little. Seguidamente, Stephen volvió a comparar a Lorde con Lana Del Rey al decir que la poesía de la primera de estas es más auténtica, pero que su música es más pop. Para finalizar, escribió que Born to Die estaba hecho para ser apreciado como pop elusivo, mientras que Pure Heroine parecía «insinuar la verdad». Jason Lipshutz de Billboard hizo una reseña en la que comentó que: «Construido alrededor de los estruendosos bajos del productor Joel Little, sus melodiosos bucles y ritmos programados, el álbum evoca los sonidos oscuros de Massive Attack y The XX. En el centro de la pesadez, sin embargo, está una chica de 16 años con una dinámica voz y una incluso mejor sensibilidad para el pop». Simultáneamente, describió a Pure Heroine como «honesto y adictivo» y le dio una calificación casi perfecta, de cuatro estrellas y media sobre la base de cinco.

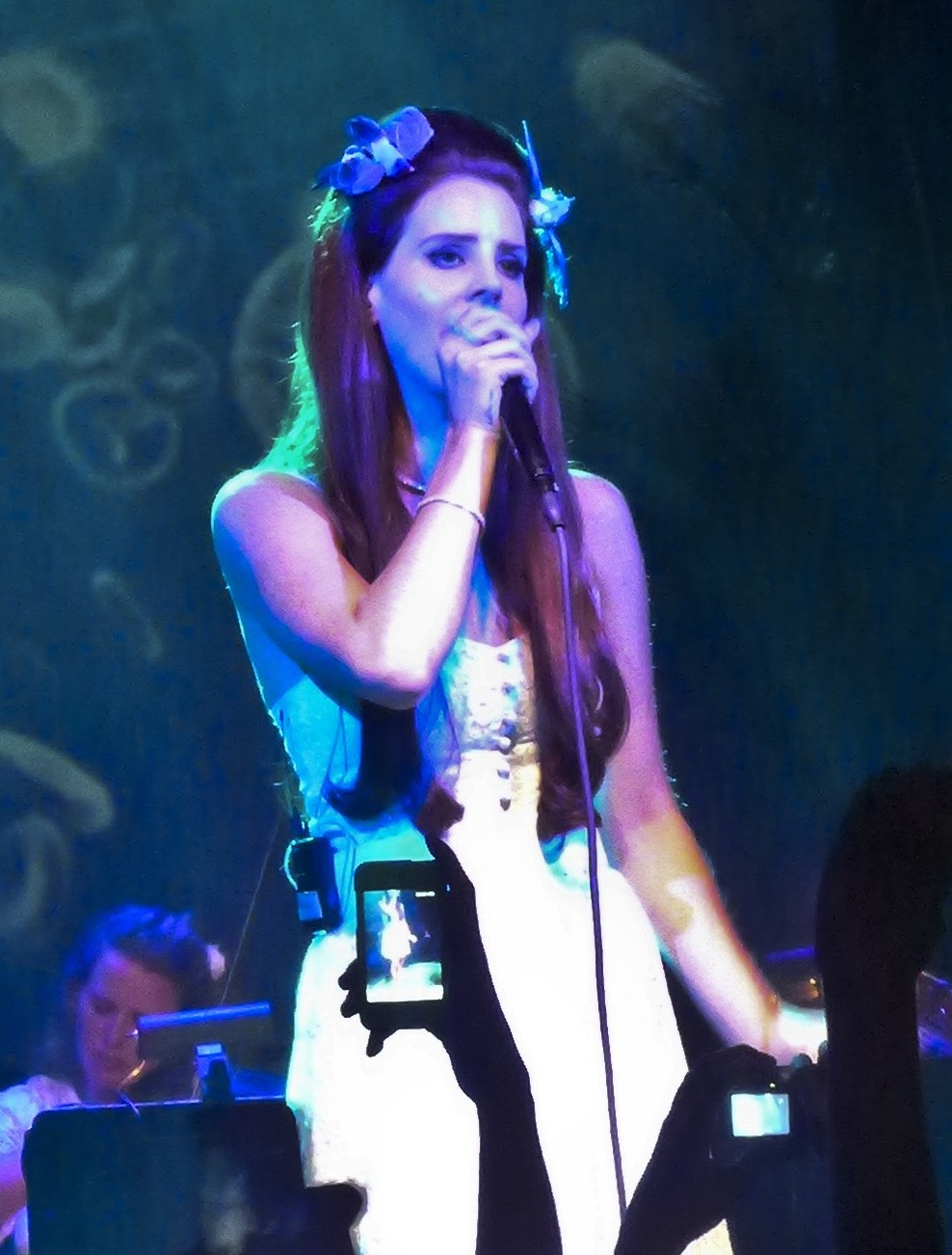
Numerosos críticos compararon de forma polarizada al estilo de Lorde con el de Lana Del Rey.

James Reed, un escritor del diario Boston Globe, opinó que: «Pure Heroine es el debut tan esperado de Lorde, y es una compleja y agitada cuenta de la juventud y sus trampas. Yelich-O' Connor es, ante todo, una compositora astuta, una aguda observadora de la desolación y las relaciones. Ella cubre sus canciones en un mínimo esfuerzo de electro pop y R&B, [con] rígidos telones que recuerdan la estética producción de the Weeknd y Jessie Ware. Este es el raro debut que es inteligente y desarmante e instantáneamente pegadizo». Reed agregó que «Royals» básicamente «levanta un dedo medio» a las canciones de artistas como Katy Perry, Miley Cyrus y Lady Gaga, que «celebran» el autoempoderamiento y los excesos. Joe Zadeh de la revista Clash dijo que las letras y juegos de palabras de Lorde combinan «el punto y la simplicidad a la perfección sin dejar que el oyente sienta que se queda afuera», y también notó que la primera frase de «Tennis Court» (el primer tema del álbum) y la última de «A World Alone» (la décima pista) se relacionan, lo que, según él, «completa el motivo primordial de Pure Heroine». Zadeh comentó que: «La voz de Lorde tiene un timbre frío y humeante, que puede volverse ardiente (“White Teeth Teens”) o sereno (“400 Lux”) con el cambio de un ritmo. Las comparaciones con Lana Del Rey persisten, pero hay una esencia de convicción aquí que faltaba en Born to Die. Cada pista en Pure Heroine contiene su arreglo de semi-fantasía, que Lorde utiliza para retratar su propósito narrativo». Específicamente en referencia a cada canción, el autor comparó musicalmente a «400 Lux» con «Paper Planes» de M.I.A., dijo que en «Team» y «Glory and Gore» se crea una saga distópica de dos partes y elogió la voz de la cantante en pistas como «Royals» y «White Teeth Teens». Para finalizar su revisión, Zadeh concluyó en que:

«La popularidad de Pure Heroine sugiere que no todo está perdido. Dice que aún hay un intelectual, pulido e importante lugar para el pop, que no se apoya en cartas abiertas, piernas abiertas, Twitter, twerking y hooks electrónicos obscenamente desesperados. Si la creciente presión de convertirse en una estrella va a sacar lo mejor de Lorde, indudablemente vamos a descubrirlo. Pero por ahora, ella es definitivamente nuestra "reina abeja" (en referencia a la letra de “Royals”)».

Jon Hadusek del sitio web Consequence of Sound glorificó la madurez de Lorde a la edad en la que escribió el disco y empezó a hacer música, y comentó que: «Mientras Lorde podría estar años más allá como artista y compositora, aún está muy en su adolescencia en Pure Heroine. Solamente ella está desilusionada, habiendo vivido en su pueblo natal de Auckland toda su vida, ya sintiéndose como una pueblerina [...] Sin embargo, durante todo el disco, da indicios de que este estilo de vida tan normal —salir con amigos, las pandillas y multitudes, las condenadas relaciones juveniles— es mucho mejor que ser famoso y tener que hacer cosas de famosos». En cuanto al sonido del álbum, Hadusek opinó que la artista y su productor «crean un tipo de electro-pop mutado, que depende de pulsos ritmos de bajos profundos, y rara vez se apartan de esta estética. La producción minimalista le permite a Lorde cantar cualquier melodía que quiera, estratificando una sobre otra para crear un efecto de coro en pistas como “Ribs” y “Buzzcut Season”. Aparte de una línea discreta de sintetizadores y algunas trampas, es solo su voz y sus palabras». Para finalizar su opinión, el escritor mencionó que «Tennis Court», «Royals» y «Ribs» son los «temas esenciales» de Pure Heroine. Huw Oliver de DIY Magazine calificó al disco con cuatro estrellas de cinco, y remarcó que el sonido de Lorde se ha «transformado en un paraíso de pop total». Asimismo, aclamó la madurez en el control de su voz y notó la importante influencia de James Blake. Para Huw, este es un disco «fenomenal» que muestra la visión e ideas de la artista. A pesar de que el crítico reseñó positivamente todas las canciones del álbum, destacó a «A World Alone» y al igual que otros profesionales, elogió el último verso de este tema, al cual considera «irónico y desafiante, y apropiado para un álbum debut de una dama haciéndolo todo a su manera». Sammy Maine de Drowned in Sounds, en rasgos generales, comentó que:

«Desde el comienzo hasta el final, [el álbum] es Lorde comentando sobre la cultura de hoy que demuestra su valor como compositora. Llegado en un momento en que una presentación VMA obtiene más clics que un país devastado por la guerra, Pure Heroine se siente como un asunto totalmente acertado. Mezclando sin esfuerzo aspectos pop con matices electrónicos, influencia hip-hop y ocasional inclinación al R&B, ella ha tomado todo lo que está mal con los primeros en las listas de popularidad y lo puso patas arriba, produciendo un disco lleno de inspiradores e inteligentes monólogos».

Más específicamente, Maine dijo que «400 Lux» canaliza a una «Lana Del Rey mucho menos pretenciosa» y que «Team» recuerda al trabajo de Timbaland y Missy Elliot. Por otro lado, aseguró que a pesar de que algunos podrían tomar la letra de «Royals» como «brutalmente honesta», Lorde está «simplemente resumiendo la mundanidad de la vida adolescente, celebrando la comúnmente ignorada inteligencia de la siguiente generación». Maine también notó las numerosas referencias a la anatomía presentes en el disco, especialmente hacia los dientes. Finalmente, al igual que otros críticos, resaltó a «A World Alone» como el momento más destacado del álbum, y señaló el «abrupto» verso final «Let 'em talk». John Aizlewood del portal británico Evening Standard redactó: «Seductoramente subestimado, Pure Heroine es electro soñador, entregado tan fríamente como Lana Del Rey pero tan afilado como un gruñón adolescente [...] y está todo respaldado con la capacidad de una remontable y memorable melodía, bien sea en la lánguida “Still Sane” o la más inquieta “Glory and Gore”». Ryan B. Patrick del sitio musical Exclaim escribió una breve reseña sobre el disco, en la que comentó que: «Lorde es tan confiada. Con letras cargadas de pensamientos críticos y untadas con voces moduladas confiadamente, Lorde es la antítesis del pop barato, lo que hace a Pure Heroine un proyecto bien merecedor de toda la atención comercial que está recibiendo». Lachlan Kanoniuk del diario australiano FasterLouder escribió una reseña precedida por el subtítulo: «Pure Heroine es una disección nostálgica de una juventud todavía en proceso». Kanoniuk enfocó su opinión en la nostalgia que envuelve al disco, pues, en sus propias palabras, «la nostalgia abrumadora define a Pure Heroine». El redactor escribió: «El ascenso de Lorde ha sido ostensiblemente la narración de una estrella pop poco probable, una sensación que fue criada a un mundo de distancia de la fábrica de sueños adolescentes Disney. En este contexto, Lorde es la super estrella pop menos probable. Pero las cosas han cambiado (siempre lo hacen) y Ella Yelich-O'Connor [...] es las estrella pop del 2013. Y tiene sentido». Más concretamente, el escritor comentó que: «Los temas y diseminación de la producción, que hacen eco desde las canchas de tenis vacías y las carreteras abiertas nocturnas, evocan imágenes vivas de [su] ciudad natal». Kanoniuk comparó el mensaje de «Royals» con el de «Thrift Shop» de Macklemore, dijo que «Still Sane» es el punto más minimalista del disco y que «Ribs» precede a esta en cuanto a su narrativa, que dibuja un análogo entre estar solo en casa y el potencial de la fama para la soledad. «Ribs» es un brindis por la amistad y disfrutar los recuerdos en un nivel significativo, de acuerdo con él. Para cerrar, el crítico dijo que Lorde usa a «A World Alone» como una señal de lo que está por venir y como un «intento de responder algunas preguntas planteadas en el álbum, a veces respondidas con más preguntas».
Stuart Stubbs de Loud and Quiet dijo que la cantante es «más cínica que sus compañeros de clase» por las letras que escribe, notó influencia de Lana Del Rey en temas como «Team» y «Glory and Gore», de Santigold en «White Teeth Teens» y comparó a «Royals» con «Price Tag» de Jessie J. John Murphy del sitio británico musicOMH dio una extensa crítica mixta en la que dijo que el sonido del álbum es «seductor» y que de vez en cuando es genuinamente impresionante. Además de predecir que sería comparado con el estilo de Lana Del Rey, dijo:

«Mucho del encanto del álbum de debe a la personalidad de Lorde, una presencia ligeramente distante que cruza los ojos, pero que puede articular las dudas e inseguridades de un adolescente hermosamente. [...] Hay un aire misterioso y profundamente melancólico en todo Pure Heroine, solo con la excelente [canción] destacada del álbum, “Ribs”, alzándose sobre el trote. “Tennis Court”, la otra canción que empujó a Lorde a la atención mundial, acelera las comparaciones con Lana Del Rey de nuevo, pero cobra vida con un estribillo que es imposible no cantar. “White Teeth Teens” cuenta la alineación dentro de un grupo de compañeros. El mensaje es claro: ella es la melancólica y ceñuda alternativa para los twerkers, la Veronica Sawyer del desfile de robots de Heathers».

Murphy contrarrestó su opinión con el comentario: «No es un álbum perfecto; hay mucha carga frontal, con “Royals”, “Tennis Court” y “Ribs” apareciendo en la primera mitad del disco, y para el momento en que “Glory and Gore” y “Still Sane” vienen, la plantilla empieza a sonar un poco cansada. La gran velocidad del ascenso de Lorde también tiene que alarmar un poco, si alguien puede aparecer tan rápido, parece tristemente inevitablemente que pudiera desaparecer igual de rápido».

#### Reconocimientos
Gracias a su buena recepción crítica, diversos profesionales escogieron al álbum como uno de los mejores del año, así como uno de los debuts más destacados del 2013. Un editor del sitio web australiano FasterLouder ubicó a Pure Heroine en el primer puesto de su lista de los cincuenta mejores álbumes del 2013, y alegó que Lorde es la estrella pop «menos probable», ya que «fue criada a un mundo de distancia de la factoría de sueños adolescentes Disney». Un editor de la revista estadounidense Rolling Stone posicionó al disco en el séptimo puesto de su conteo de los cincuenta mejores álbumes del 2013 y elogió su sonido y la voz de Lorde, así como la letra de canciones como «400 Lux» y «Tennis Court». Asimismo, Rolling Stone escogió al disco como el mejor debut del año. Josh Jackson de la revista Paste incluyó al álbum en su lista de los cincuenta mejores del 2013, comparó su sonido con una combinación entre Lana Del Rey, Queen y Massive Attack y opinó que Lorde «ilumina ser joven, dotado y aburrido con una luminiscencia que sugiere vida después de Louis Vuitton». Enio Chiola de PopMatters clasificó al álbum como el sexagésimo tercero mejor del 2013, y escribió que: «Cada pista está moderada, silenciosamente ejecutada y [es] completamente un placer para escuchar. Ella [Lorde] maneja todo el poder y fuerza con una instrumentación tan minimalista que olvidas que hay muy poco sucediendo. Pure Heroine es refrescante para oídos cansados». Robert Copsey y Lewis Corner del sitio web británico Digital Spy opinaron que el resultado del álbum es «un debut sorprendentemente seguro, que con algunos retoques, tiene el potencial para establecerla [a Lorde] como la próxima super estrella global». Jason Lipshutz de Billboard situó al disco en el cuarto puesto de su lista de los mejores quince del 2013, y comentó: «La adolescente de Nueva Zelanda usó su primer álbum para crear un perfil detallado de la vida de lo desconocido: en este caso, en una ciudad invisible, perpetuamente desencantada pero profundamente apasionada por debajo de los ojos cruzados».
Joe Zadeh de la revista Clash posicionó al álbum en el décimo puesto de su lista, y escribió una crítica en la que dijo que durante el 2013 muchos discos como Random Access Memories, Artpop y Reflektor estaban «proyectados para la dominación global», sin embargo, estos tuvieron una recepción menor de la esperada, a diferencia de Lorde, que según Zadeh, logró superarlos con Pure Heroine. Un crítico de Consequence of Sound destacó la madurez de Lorde y sus letras inteligentes, por lo que ubicó a Pure Heroine como el cuadragésimo séptimo mejor lanzamiento del 2013, mientras que otro de The Guardian lo posicionó como el decimotercero, y añadió que: «“Royals”, su sencillo multi platino, empaca más encanto en un solo click en tres minutos que lo que Lana Del Rey logra en un álbum entero». De acuerdo con Jesse Cataldo de Slant Magazine, el álbum está lleno de canciones sorprendentemente concisas y maduras, y «expresa el cansancio de haber crecido en un salón de espejos [y] las usuales dificultades de la formación de identidad aún más confundida por las expectativas huecas de una cultura de imitación obsesionada con la fama». Por esto, Cataldo lo calificó como el tercer mejor disco del año, mientras que James Manning de Time Out lo posicionó como el vigésimo. En 2015, la revista Billboard consideró al disco como el sexagésimo mejor desde 2010. A continuación una tabla con la lista de algunas de las publicaciones y posiciones obtenidas por Pure Heroine:
| Publicación          | Lista                                  | Posición | Ref.   |
| -------------------- | -------------------------------------- | -------- | ------ |
| American Songwriter  | Top 50 Albums Of 2013                  | 26       | [ 49 ] |
| Billboard            | 15 Best Albums of 2013: Critics' Picks | 4        | [ 43 ] |
| Billboard            | The 20 Best Albums of the 2010s        | 16       | [ 48 ] |
| Clash                | Clash's Top Albums Of 2013             | 10       | [ 44 ] |
| Consequence of Sound | Top 50 Albums of 2013                  | 47       | [ 50 ] |
| Digital Spy          | Digital Spy's top albums of 2013       | 25       | [ 42 ] |
| FasterLouder         | FL's Top 50 Albums of 2013             | 1        | [ 38 ] |
| musicOMH             | Top 100 Albums Of 2013                 | 24       | [ 51 ] |
| Paste                | The 50 Best Albums of 2013             | 36       | [ 41 ] |
| PopMatters           | The 75 Best Albums of 2013             | 63       | [ 2 ]  |
| Rolling Stone        | 50 Best Albums of 2013                 | 7        | [ 39 ] |
| Rolling Stone        | 20 Best Debuts of 2013                 | 1        | [ 40 ] |
| Slant Magazine       | The 25 Best Albums of 2013             | 3        | [ 46 ] |
| The A.V. Club        | The 23 best albums of 2013             | 9        | [ 52 ] |
| The Guardian         | Best albums of 2013                    | 13       | [ 45 ] |
| Time Out             | The 40 best albums of 2013             | 20       | [ 47 ] |

### Comercial

#### Norteamérica

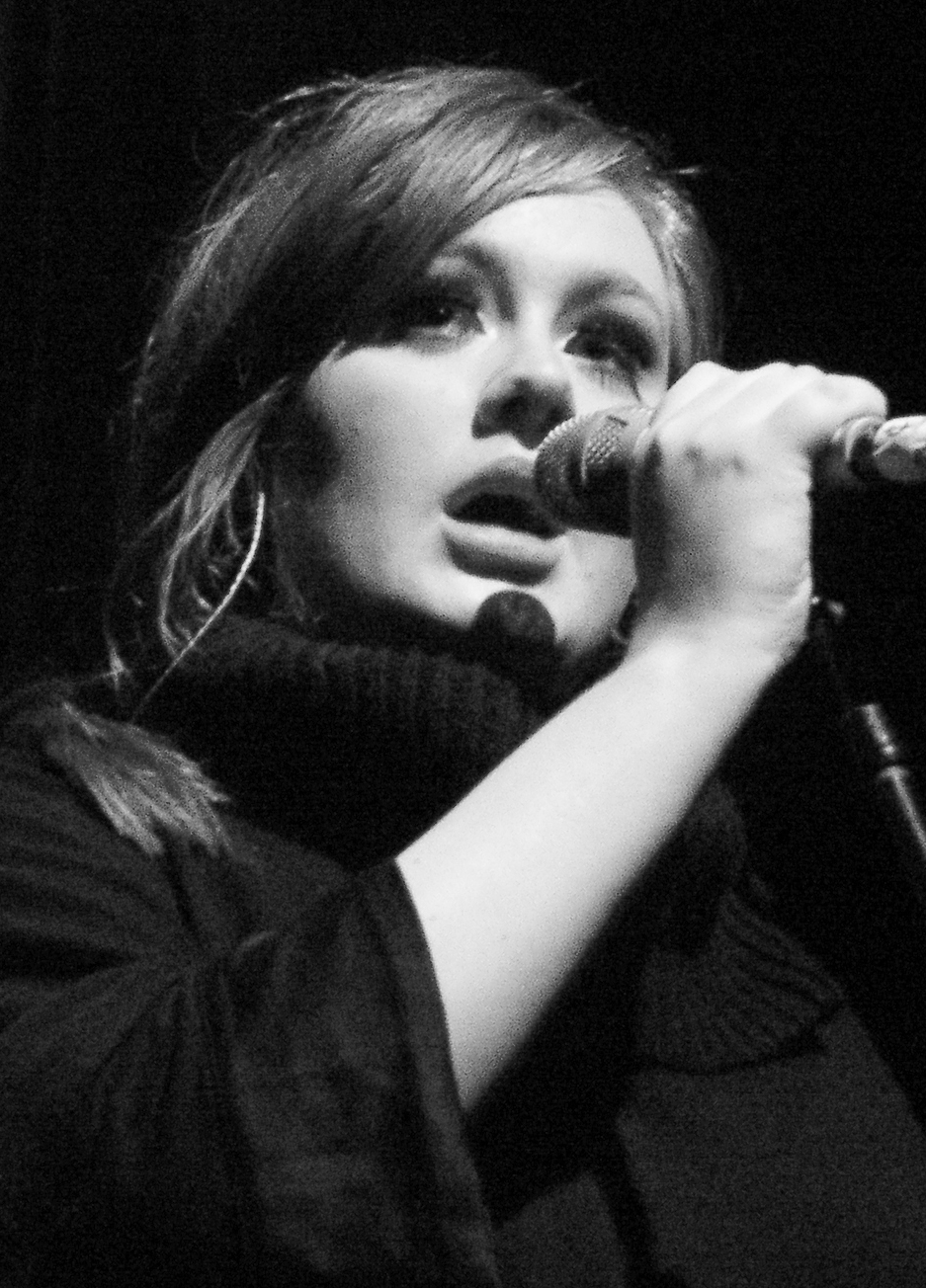
Pure Heroine se convirtió en el primer álbum debut en lograr vender más de un millón de copias en los Estados Unidos desde que 19 de Adele lo consiguió en abril de 2011.

Pure Heroine contó generalmente con un acogimiento positivo en Norteamérica, sobre todo en los Estados Unidos y Canadá. En la principal lista de popularidad del primero de estos países, llamada Billboard 200, debutó en el número tres gracias a 129 000 copias vendidas en su primera semana. Esto convirtió a Lorde en la cuarta artista femenina que logró ubicar su álbum debut en el top 10 de la lista en 2013, luego de que Yours Truly de Ariana Grande alcanzara el número uno y Rebellious Soul de K. Michelle y Same Trailer Different Park de Kacey Musgraves debutaran en el dos. En febrero de 2014, semanas después de haber bajado de su mejor posición de la lista, Pure Heroine retomó el número tres gracias a la presentación de Lorde en los premios Grammy de 2014, que impulsó un aumento del 68% en descargas. A pesar de no haber alcanzado la cima en Billboard 200, el disco logró ocupar la primera posición en tres listas de la revista Billboard; Digital Albums, que cuenta las ventas digitales, Rock Albums, que posiciona los álbumes de rock más vendidos y Alternative Albums, que clasifica los álbumes alternativos. Solo encabezó la primera de estas listas por una semana, pero en las otras dos se mantuvo en la primera posición por once y dieciséis semanas no consecutivas, respectivamente. Al finalizar el 2013, había vendido aproximadamente 541 mil ejemplares, equivalente a un disco de oro en los Estados Unidos.
En febrero de 2014, aproximadamente cinco meses después de haberse lanzado, el álbum alcanzó la cifra de un millón de copias vendidas en los Estados Unidos. Con esto, Pure Heroine se convirtió en el primer álbum debut en vender más de un millón de copias durante el 2014, así como en el primer debut femenino en lograrlo desde que 19 de Adele lo consiguió en abril de 2011. Simultáneamente, fue el segundo álbum de una artista femenina en vender un millón de copias en 2014, luego de que Prism de Katy Perry lo logró en enero. Para el momento en que alcanzó la cifra, el disco había estado desde su lanzamiento en el top 20 de Billboard 200, y había acumulado dieciséis semanas no consecutivas entre los diez primeros. A pesar de haberse lanzado en 2013, al año siguiente tuvo un mayor impacto. Aunque en 2014 hubo un importante descenso en ventas en la industria musical, para octubre de ese año Pure Heroine era el tercer álbum más vendido, con aproximadamente 750 000 copias —sin contar las ventas del 2013— y solo detrás de Beyoncé (2013) de la cantante homónima y la banda sonora de la película Frozen. No obstante, al finalizar el año, 1989 (2014) de Taylor Swift, In the Lonely Hour (2014) de Sam Smith, That's Christmas To Me (2014) de Pentatonix, la banda sonora de Guardians of the Galaxy (2014) y Partners (2014) de Barbra Streisand lograron superar las ventas de Pure Heroine, por lo que este quedó como el octavo más vendido del año, con 841 000 copias. En total, para diciembre de 2014, había vendido 1.5 millones de copias y recibió dos discos de platino de parte de la Recording Industry Association of America (RIAA).
Con solo tres meses en el mercado, Pure Heroine logró ingresar a las listas de fin de año de Billboard en 2013, que clasifican los álbumes y sencillos más vendidos durante el año. En Alternative Albums logró el número diez, en Billboard 200 el sesenta y cuatro, en Digital Albums el diecinueve y en Rock Albums el catorce. Volvió a aparecer en las listas de fin de año al año siguiente, pero gracias a su impacto durante el 2014 logró posiciones más altas. Encabezó la lista de rock y de música alternativa, y ubicó el número cuatro en Digital Albums y el sexto puesto en Billboard 200. En Canadá debutó en el segundo puesto de la lista Canadian Albums y la Canadian Recording Industry Association (CRIA) lo condecoró con dos discos de platino, por vender 160 mil copias en total. En la lista de fin de año canadiense ocupó la vigésima octava posición en 2013 y la sexta en 2014. En México tuvo una recepción regular y alcanzó el número treinta y dos en su lista semanal de los 100 álbumes más vendidos. A pesar de esto, la Asociación Mexicana de Productores de Fonogramas y Videogramas (AMPROFON) lo condecoró con un disco de oro por haber vendido más de 30 mil ejemplares.

#### Mundialmente
En el resto del mundo, Pure Heroine también tuvo una recepción positiva, especialmente en Oceanía y Europa. Debutó directamente como platino en el número uno del conteo nacional e internacional de Nueva Zelanda, ya que vendió 15 000 copias solo en su debut. El álbum pasó ocho semanas no consecutivas en el primer puesto de la lista NZ Top 40 Albums, que clasifica los cuarenta álbumes internacionales más vendidos de la semana, y encabezó el conteo Top 20 New Zealand Albums Chart por catorce semanas. Simultáneamente, se mantuvo entre los veinte primeros de las dos listas por más de un año. Rápidamente, Pure Heroine consiguió cuatro discos de platino en el país natal de Lorde, que certifican 60 mil copias vendidas. Sin embargo, se mantuvo en esta cifra hasta la última semana de diciembre de 2014, cuando la Recorded Music NZ le otorgó su quinta certificación, para dar un total de 75 000 copias vendidas. Su buen desempeño en las listas le permitió ser el segundo álbum más vendido del 2013 en Nueva Zelanda, tanto en el conteo nacional como en el internacional, solo detrás de Sol3 Mio, del trío musical homónimo, en los dos casos. Al año siguiente también fue el segundo álbum nacional más vendido, nuevamente tras Sol3 Mio, y el sexto más vendido en general. En Australia también debutó en la primera posición de la lista ARIA Albums Chart, lo que convirtió a Lorde en la primera artista femenina neozelandesa en encabezar la lista, y en el cuarto acto en general, puesto que antes de ella, tres grupos de Nueva Zelanda habían alcanzado la cima. A pesar de que cayó a la segunda posición a la semana siguiente de haber debutado, consiguió un disco de oro de parte de la Australian Recording Industry Association (ARIA), que certifica que vendió aproximadamente 35 000 copias en sus primeras dos semanas. Durante el 2013, Pure Heroine vendió aproximadamente 100 000 copias en el territorio australiano, lo que lo convirtió en el noveno disco más vendido del año. Al año siguiente vendió aproximadamente otras 40 mil copias, por lo que recibió dos discos de platino de la ARIA y apareció como el decimoquinto disco más vendido del año.
En el Reino Unido consiguió debutar en el cuarto puesto de su lista, gracias a 18 294 copias vendidas. Para enero de 2014, ya contaba con más de 100 mil ejemplares vendidos en el país, por lo que la British Phonographic Industry (BPI) le otorgó un disco de oro. En los territorios vecinos, Escocia e Irlanda, también logró hacerse lugar entre sus primeros diez puestos, al conseguir los números ocho y cuatro, respectivamente. En países europeos como Croacia, Noruega, Suecia y Suiza, obtuvo altas posiciones, y el organismo certificador sueco Grammofonleverantörernas förening (GLF) lo reconoció con un disco de oro. En países como Alemania, Austria y Francia, el disco ocupó los primeros veinte puestos de sus listas, y recibió certificaciones por haber vendido 100 mil, 15 mil y 50 mil copias, respectivamente. Aunque no apareció en sus ránquines semanales, Pure Heroine logró discos de oro en Brasil, Colombia y Polonia. En España solo llegó al número cincuenta y ocho, mientras que en China consiguió entrar a los diez primeros lugares del conteo Sino Charts y ubicó el puesto número treinta y cuatro en la lista japonesa Oricon. Mundialmente, luego de publicarse, el disco se convirtió en el debut más escuchado mediante streaming en Spotify, gracias a que recibió 10 millones de streams. Según el sitio francés Vivendi, con solo tres meses publicado, el álbum comercializó un millón y medio de copias en todo el mundo durante 2013, lo que lo hizo uno de los más vendidos del año. Para noviembre del año siguiente, Pure Heroine había vendido aproximadamente 2.7 millones de copias mundialmente. Finalmente, el disco fue el décimo más vendido del 2014, gracias a 2 millones de ejemplares despachados durante el año. Estas ventas, contadas por la IFPI, sumadas al reporte de Vivendi del 2013, dan un total de 3.5 millones de copias vendidas a nivel mundial.

## Lista de canciones
Todas las canciones escritas y compuestas por Ella Yelich O'Connor (Lorde) y Joel Little, a excepción de «Swingin Party», compuesta por Paul Westerberg. 
| Pure Heroine — Edición estándar |                     |          |  |
| N.º                             | Título              | Duración |  |
| 1.                              | «Tennis Court»      | 3:18     |  |
| 2.                              | «400 Lux»           | 3:54     |  |
| 3.                              | «Royals»            | 3:10     |  |
| 4.                              | «Ribs»              | 4:19     |  |
| 5.                              | «Buzzcut Season»    | 4:07     |  |
| 6.                              | «Team»              | 3:13     |  |
| 7.                              | «Glory and Gore»    | 3:31     |  |
| 8.                              | «Still Sane»        | 3:08     |  |
| 9.                              | «White Teeth Teens» | 3:37     |  |
| 10.                             | «A World Alone»     | 4:54     |  |
| 37:07                           |                     |          |  |

| Pure Heroine — Edición extendida (solo digital) |                        |          |  |
| N.º                                             | Título                 | Duración |  |
| 11.                                             | «No Better»            | 2:50     |  |
| 12.                                             | «Bravado»              | 3:41     |  |
| 13.                                             | «Million Dollar Bills» | 2:18     |  |
| 14.                                             | «The Love Club»        | 3:21     |  |
| 15.                                             | «Biting Down»          | 3:34     |  |
| 16.                                             | «Swingin Party»        | 3:42     |  |
| 56:39                                           |                        |          |  |

| Pure Heroine — Edición japonesa |                                    |          |  |
| N.º                             | Título                             | Duración |  |
| 11.                             | «Bravado»                          | 3:43     |  |
| 12.                             | «Swingin Party»                    | 3:44     |  |
| 13.                             | «Bravado» (remezcla de FFFRRANNNO) | 3:42     |  |
| 48:27                           |                                    |          |  |

## Posicionamiento en listas

### Semanales
| País              | Lista                               | Mejor posición |
| 2013 — 2014       | 2013 — 2014                         | 2013 — 2014    |
| ----------------- | ----------------------------------- | -------------- |
| Alemania          | Offizielle Top 100                  | 13             |
| Australia         | ARIA Albums Chart                   | 1              |
| Austria           | Alben Top 75                        | 14             |
| Bélgica (Flandes) | Ultratop 200 Albums                 | 17             |
| Bélgica (Valona)  | Ultratop 200 Albums                 | 16             |
| Canadá            | Canadian Albums                     | 2              |
| China             | Sino Charts                         | 8              |
| Croacia           | Croatian International Albums Chart | 6              |
| Dinamarca         | Album Top-40                        | 12             |
| Escocia           | Top 40 Scottish Albums              | 8              |
| España            | Spanish Albums Chart                | 58             |
| Estados Unidos    | Alternative Albums                  | 1              |
| Estados Unidos    | Billboard 200                       | 3              |
| Estados Unidos    | Digital Albums                      | 1              |
| Estados Unidos    | Rock Albums                         | 1              |
| Finlandia         | Suomen virallinen lista             | 17             |
| Francia           | Top 200 Albums                      | 20             |
| Grecia            | Top-75 Albums Sales Chart           | 13             |
| Irlanda           | Top 100 Artist Album                | 4              |
| Italia            | Classifica FIMI Album               | 26             |
| Japón             | Oricon Albums Chart                 | 34             |
| México            | Top 100 Mexico                      | 32             |
| Noruega           | Top 40 Albums                       | 2              |
| Nueva Zelanda     | NZ Top 40 Albums                    | 1              |
| Nueva Zelanda     | Top 20 New Zealand Albums Chart     | 1              |
| Países Bajos      | Album Top 100                       | 14             |
| Portugal          | Top 30 Albums                       | 13             |
| Reino Unido       | Top 40 Official Albums Chart        | 4              |
| Suecia            | Albums Top 60                       | 6              |
| Suiza             | Albums Top 100                      | 8              |

#### Sucesión en listas semanales
| Predecesor: Mechanical Bull de Kings of Leon | ARIA Albums Chart — Álbum número uno 13 de octubre de 2013 — 20 de octubre de 2013 | Sucesor: Bangerz de Miley Cyrus |
| Predecesor: Mechanical Bull de Kings of Leon Reflektor de Arcade Fire Night Visions de Imagine Dragons Fading West de Switchfoot Night Visions de Imagine Dragons La Gargola de Chevelle Pop Psychology de Neon Trees | Alternative Albums — Álbum número uno 19 de octubre de 2013 — 26 de octubre de 2013 23 de noviembre de 2013 — 7 de diciembre de 2013 21 de diciembre de 2013 — 1 de febrero de 2014 8 de febrero de 2014 — 22 de febrero de 2014 8 de marzo de 2014 — 15 de marzo de 2014 26 de abril de 2014 — 3 de mayo de 2014 17 de mayo de 2014 — 31 de mayo de 2014 | Sucesor: Too Weird To Live, Too Rare To Die! de Panic! At the Disco The Hunger Games: Catching Fire de Soundtrack Fading West de Switchfoot After The Disco de Broken Bells Morning Phase de Beck Rivers In The Wasteland de NEEDTOBREATHE Turn Blue de The Black Keys |
| Predecesor: Frozen de Soundtrack | Digital Albums — Álbum número uno 15 de febrero de 2014 — 22 de febrero de 2014 | Sucesor: Unorthodox Jukebox de Bruno Mars |
| Predecesor: Mechanical Bull de Kings of Leon Reflektor de Arcade Fire Night Visions de Imagine Dragons High Hopes de Bruce Springsteen Night Visions de Imagine Dragons                                               | Rock Albums — Álbum número uno 19 de octubre de 2013 — 26 de octubre de 2013 23 de noviembre de 2013 — 30 de noviembre 21 de diciembre de 2013 — 1 de febrero de 2014 8 de febrero de 2014 — 22 de febrero de 2014 8 de marzo de 2014 — 15 de marzo de 2014                                                                                               | Sucesor: Too Weird To Live, Too Rare To Die! de Panic! At the Disco On Air: Live At The BBC Volume 2 de The Beatles High Hopes de Bruce Springsteen After The Disco de Broken Bells Morning Phase de Beck                                                              |
| Predecesor: Mechanical Bull de Kings of Leon High Hopes de Bruce Springsteen Blue Smoke de Dolly Parton | NZ Top 40 Albums — Álbum número uno 7 de octubre de 2013 — 4 de noviembre de 2013 3 de febrero de 2014 — 17 de febrero de 2014 24 de febrero de 2014 — 10 de marzo de 2014 | Sucesor: Prism de Katy Perry Blue Smoke de Dolly Parton High Hopes de Bruce Springteen |
| Predecesor: The Love Club de Lorde Sol3 Mio de Sol3 Mio Broods EP de Broods | Top 20 New Zealand Albums Chart — Álbum número uno 7 de octubre de 2013 — 25 de noviembre de 2013 3 de febrero de 2014 — 10 de marzo de 2014 23 de junio de 2014 — 7 de julio de 2014 | Sucesor: Sol3 Mio de Sol3 Mio de Sol3 Mio The Soul Sessions de Whenua Patuwai |

### Anuales
| País              | Lista                           | Posición |
| 2013              | 2013                            | 2013     |
| ----------------- | ------------------------------- | -------- |
| Alemania          | Offizielle Top 100              | 142      |
| Australia         | ARIA Albums Chart               | 9        |
| Bélgica (Flandes) | Ultratop 200 Albums             | 196      |
| Canadá            | Canadian Albums                 | 28       |
| Estados Unidos    | Alternative Albums              | 10       |
| Estados Unidos    | Billboard 200                   | 64       |
| Estados Unidos    | Digital Albums                  | 19       |
| Estados Unidos    | Rock Albums                     | 14       |
| Francia           | Top 200 Albums                  | 149      |
| Nueva Zelanda     | NZ Top 40 Albums                | 2        |
| Nueva Zelanda     | Top 20 New Zealand Albums Chart | 2        |
| Reino Unido       | Top 40 Official Albums Chart    | 120      |

| País           | Lista                           | Posición |
| 2014           | 2014                            | 2014     |
| -------------- | ------------------------------- | -------- |
| Alemania       | Offizielle Top 100              | 30       |
| Australia      | ARIA Albums Chart               | 15       |
| Canadá         | Canadian Albums                 | 6        |
| Estados Unidos | Alternative Albums              | 1        |
| Estados Unidos | Billboard 200                   | 6        |
| Estados Unidos | Digital Albums                  | 4        |
| Estados Unidos | Rock Albums                     | 1        |
| Nueva Zelanda  | NZ Top 40 Albums                | 6        |
| Nueva Zelanda  | Top 20 New Zealand Albums Chart | 2        |
| Países Bajos   | Album Top 100                   | 79       |
| Suiza          | Albums Top 100                  | 56       |

| Estados Unidos | Billboard 200 | 130 |
| Estados Unidos | Rock Albums   | 48  |

#### Sucesión en listas anuales
| Predecesor: Babel de Mumford & Sons 2013 | Alternative Albums — Álbum número uno 2014 | Sucesor: - |
| Predecesor: Babel de Mumford & Sons 2013 | Rock Albums — Álbum número uno 2014        | Sucesor: Guardians of the Galaxy: Awesome Mix Vol. 1 (Original Motion Picture Soundtrack) de Varios artistas 2015 |

## Certificaciones
| País                                      | Organismo certificador                    | Certificación                             | Ventas certificadas | Ref.    |
| ----------------------------------------- | ----------------------------------------- | ----------------------------------------- | ------------------- | ------- |
| Alemania                                  | BVMI                                      | Platino                                   | 200 000             | [ 98 ]  |
| Australia                                 | ARIA                                      | 2× Platino                                | 140 000             | [ 87 ]  |
| Austria                                   | IFPI — Austria                            | Platino                                   | 15 000              | [ 99 ]  |
| Brasil                                    | ABPD                                      | Oro                                       | 20 000              | [ 101 ] |
| Canadá                                    | CRIA                                      | 6× Platino                                | 480 000             | [ 71 ]  |
| Colombia                                  | ASINCOL                                   | Oro                                       | 10 000              | [ 102 ] |
| Estados Unidos                            | RIAA                                      | 5× Platino                                | 5 000               | [ 135 ] |
| Francia                                   | SNEP                                      | Oro                                       | 50 000              | [ 100 ] |
| México                                    | AMPROFON                                  | Oro                                       | 30 000              | [ 75 ]  |
| Nueva Zelanda                             | RMNZ                                      | 5× Platino                                | 75 000              | [ 78 ]  |
| Polonia                                   | ZPAV                                      | Oro                                       | 10 000              | [ 103 ] |
| Reino Unido                               | BPI                                       | Oro                                       | 100 000             | [ 90 ]  |
| Suecia                                    | GLF                                       | Oro                                       | 20 000              | [ 97 ]  |
| Total de ventas certificadas en 13 países | Total de ventas certificadas en 13 países | Total de ventas certificadas en 13 países | 2 730 000           | —       |

## Premios y nominaciones
56.ª entrega de los Premios Grammy
| Año  | Trabajo nominado | Categoría                              | Resultado | Ref.            |
| ---- | ---------------- | -------------------------------------- | --------- | --------------- |
| 2014 | «Royals»         | Mejor grabación del año                | Nominada  | [ 136 ] [ 137 ] |
| 2014 | «Royals»         | Mejor canción del año                  | Ganadora  | [ 136 ] [ 137 ] |
| 2014 | «Royals»         | Mejor interpretación vocal pop solista | Ganadora  | [ 136 ] [ 137 ] |
| 2014 | «Pure Heroine»   | Mejor álbum de pop vocal               | Nominada  | [ 136 ] [ 137 ] |

## Historial de lanzamientos
| País           | Fecha                    | Formato               | Versión   | Ref.    |
| -------------- | ------------------------ | --------------------- | --------- | ------- |
| Australia      | 27 de septiembre de 2013 | Descarga digital      | Estándar  | [ 138 ] |
| Nueva Zelanda  | 27 de septiembre de 2013 | Descarga digital y CD | Estándar  | [ 139 ] |
| Estados Unidos | 30 de septiembre de 2013 | Descarga digital      | Estándar  | [ 140 ] |
| Canadá         | 1 de octubre de 2013     | Descarga digital      | Estándar  | [ 141 ] |
| Alemania       | 25 de octubre de 2013    | Descarga digital      | Estándar  |         |
| Irlanda        | 25 de octubre de 2013    | Descarga digital      | Estándar  | [ 142 ] |
| España         | 28 de octubre de 2013    | Descarga digital      | Estándar  | [ 143 ] |
| Portugal       | 28 de octubre de 2013    | Descarga digital      | Estándar  | [ 144 ] |
| Reino Unido    | 28 de octubre de 2013    | Descarga digital      | Estándar  | [ 145 ] |
| Alemania       | 1 de noviembre de 2013   | LP                    | Estándar  |         |
| Reino Unido    | 11 de noviembre de 2013  | LP                    | Estándar  |         |
| Nueva Zelanda  | 15 de noviembre de 2013  | LP                    | Estándar  | [ 146 ] |
| Estados Unidos | 19 de noviembre de 2013  | LP                    | Estándar  |         |
| Canadá         | 13 de diciembre de 2014  | Descarga digital      | Extendida | [ 147 ] |
| Estados Unidos | 13 de diciembre de 2014  | Descarga digital      | Extendida | [ 148 ] |
| Japón          | 19 de febrero de 2014    | CD                    | Japonesa  | [ 110 ] |

## Créditos y personal
- Estudio de grabación: Golden Age, Auckland.
- Ayudante de diseño: Ania Nowak.
- Diseño e ilustración: Mario Hugo.
- Instrumentación, mezclas, ingeniería de sonido, composición y producción: Joel Little.
- Masterización: Stuart Hawkes.
- Fotografía: Charles Howells.
- Voz, composición y producción adicional (en «Buzzcut Season» y «A World Alone»): Lorde.

Fuente: Discogs.